# Черкаси (фільм)
«Черкаси» також відомий як «U311 „Черкаси“» — український художній фільм режисера Тимура Ященка про оборону однойменного морського тральщика, заблокованого російськими військами в бухті Донузлав у березні 2014 року під час анексії Криму. Стрічка створена за підтримки Держкіно України.
Українська та міжнародна прем'єра фестивальної версії стрічки відбулася 16 липня 2019 року на ОМКФ 2019. В український широкий прокат кінопрокатна версія стрічки вийшла 27 лютого 2020 року від прокатника MMD UA.

## Синопсис
Мишко та Лев — хлопці із села на Чернігівщині. Перший служить матросом на тральщику ВМС України U311 «Черкаси», який базується на базі в кримському озері Донузлав. Влітку 2013 року Мишко, перебуваючи в рідному селі під час відпустки, пропонує своєму другу, який став сиротою, піти на службу. Лев неодразу, але погоджується.
Наступає зима 2014 року. Тральщик в цей час символізує весь стан ВМС України до війни з Росією. Екіпаж товаришує з російськими морпіхами, на кораблі панує «дідівщина», огидне харчування, відношення не за статутом. Лев разом з іншими новобранцями проводить «посвяту в моряки» (випиває миску з морською водою) та дає військову присягу.
У лютому-місяці «Черкаси» проводить навчання в територіальних водах Болгарії, поки в Києві триває Євромайдан, а потім Президент Янукович втікає з країни. Коли тральщик повертається на базу, Рада міністрів та Верховна Рада Криму захоплені росіянами. Проросійський політик Сергій Аксьонов стає прем'єр-міністром Криму. Стартувала окупація півострова «зеленими чоловічками».
Березень. В Донузлаві знаходяться кораблі ВМС України: тральщики «Черкаси», U310 «Чернігів», U360 «Генічеськ», десантні кораблі U402 «Костянтин Ольшанський», U401 «Кіровоград» і торпедолов U891 «Херсон». На суші знаходяться російські солдати. Моряки вважають, що їм треба тікати на кораблях до Одеси. Екіпаж тренується протидіяти в разі нападу агресивно-налаштованих проросійських активістів.
Вночі росіяни затоплюють на бухті озера списаний крейсер «Очаків» і буксир. Новий командувач ВМС України контр-адмірал Денис Березовський, який на наступний день після його призначення стає на бік агресора, наказує українським кораблям повертатись до своїх баз. В Новоозерному командири кораблів з Південної ВМБ, в тому числі і командир «Черкас» — капітан 3-го рангу Юрій Федаш, зустрічаються з російським капітаном, другом Федаша, який пропонує або здати кораблі, або перейти на бік Росії. Командир «Чернігова» стає колаборантом.
«Черкаси» намагається витягти затоплений буксир з бухти, щоб зробити прохід в Чорне море, але сам впоратись не може.
Капітан Федаш збирає всіх на кормі, коли за «Черніговим» послідували «Херсон» та «Кіровоград», і каже, що «Черкаси будуть чинити опір», а ті, які не бажають, повинні зійти на сушу. Троє офіцерів та десяток моряків залишають корабель. Іншим членам екіпажу «Черкас» допомагає місцевий кримський татарин Тагір, передавши їм рацію, їжу і прапор кримських татар, який вішають на кормі під прапором ВМС України. Також об'єднується з «Черкасами» «Генічеськ», командири, які не мають бойового досвіду, набирають його під час комп'ютерної ігри в танки.
«Черкаси» намагаються прорватись з бухти в море, але з'являється російське судно, яке виштовхує його. «Генічеськ» захоплений штурмом. Озеро патрулюють росіяни на човнах. Моряки тренуються і на кормі співають гімн Євромайдану «Воины света». Тагіра, коли збирався дати ще одну передачку українським морякам, захоплює патруль «зелених чоловічків». Вже захоплений і «Ольшанський», човни з російськими спецназівцями вирушають на спробу захоплення останнього українського корабля в Криму, але екіпаж тральщика вже попереджений людьми Тагіра по рації. Спроба провалена, але Мишко отримує контузію. Російський капітан знову пропонує Федашу перейти на його бік, але той твердо відкидає це і лише наполягає на відхід до Одеси. Незабаром, над тральщиком починає низько кружляти російський Мі-24, з одного боку «Черкас» стоїть корабель, з якого стріляють в борт автоматами, а з іншого солдати на човнах намагаються штурмувати судно, але українці виграють і цей бій.
По українському телебаченню обговорюють «Черкаси», Федаш каже екіпажу, що наступний штурм вони програють, бо в них вже немає шансів, оскільки вони самі. Ввечері всі моряки запираються в румпельному відділенні і співають пісню «Чорна гора». В цей час, російські спецназівці захоплюють судно. Командир групи, дізнавшись, де вони, наказує їм виходити, інакше затоплять. Але росіяни підгоняють буксир, який тягне тральщик до берега. Федаш вибачається перед екіпажом, що вони не змогли раніше піти до Одеси. Капітан, офіцери, мічман та моряки починають виходити на палубу. Але Мишко починає страждати від контузії і не може йти, йому намагається допомогти Левко. Двоє російських спецназівців спускаються і один з них нахабно намагається підняти Мишка на ноги. Левко не витримує і схоплює у спецназівця пістолет з кобури і вимагає їм відійти від свого друга, але росіянин ранить його пострілом з автомата в плече.
Літо. Мишко повертається в село, де його всі зустрічають як героя. Але хлопець після пережитого не може відійти від суму. Всім іншим все одно про Лева. Михайло збирає речі і, нікому не повідомівши, йде з дому. Скоріше за все, на Донбас.

## У ролях
| Актор                   | Роль                                          |
| ----------------------- | --------------------------------------------- |
| Євген Ламах             | Мишко, старший матрос                         |
| Дмитро Сова             | Лев, матрос                                   |
| Роман Семисал           | Юрій Федаш, капітан 3-рангу, командир корабля |
| Вадим Лялько            | Мічман                                        |
| Руслан Коваль           | Сергій, старшина                              |
| Євген Авдєєнко          | Ілля                                          |
| Олег Щербина            | «Заєць»                                       |
| Михайло Воскобойник     | «Спорт»                                       |
| Олесь Каціон            | кок                                           |
| Максим Запісочний       | Гена, старшина                                |
| Сергій Детюк            | штурман                                       |
| Дмитро Гаврилов         | Вадим Бойко, лейтенант                        |
| Тимур Асланов           | старший механік                               |
| Віталіна Біблів         | мати Мишка                                    |
| Орест Гарда             | батько Мишка                                  |
| Валерій Астахов         | сільський голова                              |
| Олександр Лаптій        | Тагір                                         |
| Роман Федосєєв          | капітан 1 рангу ВМФ Росії                     |
| Денис Бородін           | матрос                                        |
| Александра Богна Родзік | епізодична роль                               |
| Олег Карпенко           | епізодична роль                               |

## Фільмування

Перший міжнародний промо-постер до фільму (2019)

На початку квітня голова Черкаської ОДА Юрій Ткаченко заявив, що вже в квітні 2017 року на Одещині продовжать фільмувати стрічку про тральника «Черкаси». Офіційно фільмування подій на Донузлаві розпочалися 18 квітня 2017 року біля берегів Очакова та Кінбурнської коси. Для фільмування були створені декорації затоплених російських кораблів, якими загарбники перегородили шлях «Черкасам».
Стрічка створювалась у співпраці з українськими військовими, деякі сцени фільмували під час навчань ВМС України. Замість тральника «Черкаси», який Росія так і не віддала Україні, для фільмування було використано буксир українського флоту «Корець», який є схожим за силуетом та розміром. Військовим консультантом стрічки став Юрій Федаш, справжній командир тральника «Черкаси». 
Сцени проросійських виступів у Криму фільмували в Одесі. Також фільмування здійснювалися у селі на Чернігівщині.

## Кошторис
Загальний бюджет фільму становить близько 40 мільйонів гривень, з яких підтримка Держкіно — приблизно 17,3 мільйона. Решту бюджету надало ВМС ЗС України Одеської та Чернігівської областей. У лютому 2019 року творці зібрали 350 тис. гривень на пост-продакшн (200 тис., зібрані на краудфандинговій платформі «biggggidea», а також 150 тис. грн., які додав фонд «Відродження»)

## Реліз
Спочатку планувалося що реліз фільму відбудеться 24 серпня 2018 року — на День Незалежності України. Згодом прем'єру перенесли на 2019 рік.
Українська та міжнародна прем'єра фестивальної версії стрічки відбулася 16 липня 2019 року на OIFF 2019, де фільм змагався у секції «Національні фільми — повнометражні». 15 жовтня відбулася міжнародна прем'єра фільму на WFF 2019, де фільм змагався у головному конкурсі.
В український широкий прокат кінопрокатна версія стрічки вийшла 27 лютого 2020 року від прокатника MMD UA.
14 жовтня 2020 року в Україні відбулася  телевізійна прем'єра версії стрічки на телеканалі 1+1.

### Касові збори
Бокс офіс прокату фільму в Україні (за весь період) склав 6 490 726 гривень, в кінотеатрах його подивилися 73 428 глядачі.

## Сприйняття

Постер у Вінниці

Після прем'єри фестивальної версії фільму у липні 2019 року на ОМКФ 2019 більшість українських кінокритиків схвально відгукнулися про фільм. Так кінокритик видання Детектор медіа Ярослав Підгора-Гвяздовський позитивно оцінив фільм, похваливши «справжність» стрічки та присутність у фільмі «критики української армії», особливо у мовному аспекті. Зокрема, Підгора-Гвяздовський назвав виправданим використання у фільмі російських матюків та мульти-мовних діалогів де українські вояки постійно говорять то українською, то російською, то суржиком, а то й російським матюччям, оскільки, на його думку, це об'єктивно показує сучасний мовний стан українського флоту.
Позитивно про фільм також відгукнулася кінокритикеса видання Zaxid.net Катерина Сліпченко, яка зазначила, що фільм, попри певні сценарні прорахунки, все ж виконує головну задачу емоційно та чесно розповісти про анексію Криму Росією.
Кінокритик газети «День» Дмитро Десятерик назвав цей фільм «першим гідним ігровим кіно про українських військових», відзначивши те, що режисер Тимур Ященко уникнув спокуси впасти у пропаганду.
Окрім кінокритиків, після прем'єри фільму на ОМКФ, про нього відгукнулися також й справжні учасники тих подій. Так капітан «Черкас» Юрій Федаш, який також був консультантом під час створення фільму, залишився задоволений стрічкою й висловився, що загалом у ній правдиво відтворено фон, на якому відбувалися сумнозвісні події, але також зазначив, що були значні відхилення від реальних подій. Так у Федаша викликав нарікання епізод з «Ольшанського», де екіпаж нібито співає «Воїни світла», оскільки насправді спів цієї пісні стався набагато раніше; також нарікання викликало додавання епізоду з заливанням бетон у головні двигуни, якого, за словами Федаша, насправді не було. Також Федаш залишився незадоволений тим, що у фільмі екіпаж було показано незгуртованим аж до початку військової агресії Росії, оскільки, за словами Федаша, екіпаж з самого початку був підготований й ніякого «куріння в каютах» не було.
Після прем'єри кінопрокатної версії фільму в Україні у березні 2020 року, фільм викликав неоднозначну реакцію в українських кінокритиків. Серед найбільших недоліків стрічки кінокритики відзначили слабкий сценарій, що немає протяжності й нагадує випадкове зібрання окремих епізодів, відсутність очевидного протагоніста та ідеологічну невизначеність фільму й відповідно незрозумілість для глядачів, які до перегляду фільму нічого не знали про те як трапилася анексія Криму Росією навесні 2014 року. Так кінокритик видання Загін кіноманів Віталій Гордієнко назвав фільм «українським провалом року» й найбільшим недоліком фільму назвав його ідеологічну невизначеність, де агресія Росії чітко навіть не пояснена глядачеві. Так, за словами Гордієнка, немає чіткого пояснення, «що це за зелені чоловічки», й кінокритик підсумував, що «якби він не жив у той час, то можливо б навіть і не зрозумів би про що саме йде мова». Кінокритик видання Geek Journal хоча й зазначив, що загалом йому стрічка надзвичайно сподобалася, все ж так само назвав найбільшим недоліком фільму його ідеологічну невизначеність й непридатність бути «джерелом правди для тих, хто її не знає». Так за словами Андерсона, «людина без знання контексту подій, чи хоча б без прочитання статті на Вікіпедії, отримає для себе кашу, з різноманітних сцен-подій». Схожої думки були й кінокритики видання hromadske.ua Віка Слобода та Сергій Захарченко, які зазначили, що «без знання документальної хроніки складно відстежити і зрозуміти сюжет фільму», а «через неувагу до мотивів і трансформації героїв зрада членів екіпажу не відчувається як така, а героїзм тих, хто залишився, зрозумілий лише зі знанням реальної історії тральщика „Черкаси“ [а не з самого фільму]». Однак були й ті хто побачив у ідеологічній невизначеності стрічки її найбільший плюс — так оглядач видання Радіо Свобода Павло Казарін похвалив творців за те, що створили фільм? який «не розжовує за глядача акценти і смисли, залишаючи простір для співтворчості». Серед найбільших чеснот стрічки кінокритики видання telekritika.ua, видання itc.ua Олег Данілов, телеканалу Прямий Ігор Кромф, телеканалу ICTV Анастасія Дячкіна та телеканалу 112 Юлія Потерянко відзначили правдиве відображення подій та невикористання творцями показового героїзму чи військового й патріотичного пафосу. Кінокритикеса телеканалу 1+1 Аліна Нікуліна похвалила фільм за те, що творці фільму не побоялися напряму критикувати українську армію й не заплющили очі на проблеми, про існування яких усі знають, але про які не прийнято говорити чи показувати їх в кіно. Ще однієюю з найбільших чеснот фільму оглядачі телеканалу 112 Юлія Потерянко та видання Moviegram Юрій Самусенко назвали відсутність у фільмі поділу героїв на хороших й поганих, зазначивши, що «у фільмі олюднюються всі без винятку персонажі й навіть росіяни не постають абсолютним злом, вступаючи в конфлікт з українцями.» Підсумовуючи свою другу рецензію, вже після перегляду кінопрокатної версії стрічки, кінооглядач видання zbruc.eu Ярослав Підгора-Гвяздовський зазначив, що перемонтований, прокатний варіант «Черкас» утворив більш глядацький фільм, трохи легший для сприйняття і для критиків і для мас, хоча й зазначив, що все ж "питань без відповідей залишилося багато".